# おじいちゃんの里帰り
『おじいちゃんの里帰り』（おじいちゃんのさとがえり、原題: Almanya – Willkommen in Deutschland）は、2011年のドイツ、トルコの映画。
トルコ系ドイツ人2世のヤセミン・サムデレリが実妹のネスリン・サムデレリとともに共同脚本を手掛け自身の体験を基に描いた作品。

## あらすじ
1960年代にトルコからドイツに移り住み、今や大家族のおじいちゃんとなった主人公フセイン。ある日突然、トルコに土地を買ったから故郷へ帰ろうと持ち掛けるが、気乗りしない家族たち。それでもフセインの強い思いに押し切られ、一家はトルコへ行くことに。半世紀ぶりに故郷のトルコへ帰るフセインと、ドイツで生まれ育った家族たちの3世代のそれぞれの想いを抱えた旅が始まる。

## キャスト
- ヴェダット・エリンチン
- ラファエル・コスーリス
- ファーリ・オーゲン・ヤルディム